# Грб Врања
Град Врање користи грб града у три нивоа (као мали, средњи и велики грб) као и заставу.
Грб града могу да користе: Скупштина града, градоначелник и заменик градоначелника, Градско веће, Градска управа, месне заједнице, јавна предузећа, установе, организације и службе, чији је оснивач град, у виду меморандума, плакете, значке, захвалнице и слично. Сва остала правна и физичка лица која желе да користе грб града, морају претходно прибавити сагласност града.

## Грб
На својој 57. седници, Градско веће је одлучило о новим знамењима Града Врања, грбу и застави, по јавном конкурсу који је расписан августа 2013. године. За најбољи је изабран рад аутора Немање Тодоровић Штиплије, Николе Салатића и Далибора Станојковића.
Одлука о употреби грба и заставе усвојена је на 17. седници Скупштине града 27. новембра 2013. године.
Грб је израђен у три нивоа: мали, средњи и велики грб, заједно са заставом.

### Мали грб
Мали грб града Врања састоји се од штита који је плаве боје, као једне од националних боја Србије. Плаво или на старословенском "мораво" је алузија на Јужну Мораву као најзначајнију реку врањског краја и Поморавље коме Врање географски припада. У хералдици плава боја је симбол праведности, узвишености, истинитости и верности. У глави штита налази се сребрна, благо изломљена греда, ова хералдичка фигура симболички представља Бели мост као напознатије обележје града. За разлику од других визуелних уметности у хералдици се тежи ка графичком свођењу емелемента грба, стога је прилично оријентална представа моста замењена благим шевроном. У дну штита налази се сребрни зупчаник који представља индустрију Врања која је најзаслужнија за развој града после Другог светског рата, од када Врање постаје центар развоја јужне Србије. Из разлога тог и таквог просперитета из зупчаника "израста" златна трограна стабљика са три хералдичка крина на крају сваке гране. Златна трнова стабљика на којој се кринови налазе је симбол отпора, али и страдања народа врањског краја у окупацијама, османској и две бугарске, као и његовог поновног рађања.

### Средњи грб
Средњи грб чини гореописани штит изнад кога је сребрна бедемска круна са четири видљива мерлона (грудобрана). Представа хералдичке круне као тврђаве сребрне боје је у складу са српском месном хералдичком праксом, а боја и број мерлона у овом случају, по истој пракси, означавају да је у питању територијални грб за насеље са више од 75.000 становника. На централном делу бедемске круне налази се црвена "коласта аздија" тј. двоглави орао у кругу, који је чест симбол у српској средњовековној амблематици и може се наћи на одорама српских владара и племића.
Црвени двоглави орао је византијски симбол везан за титулу севастократора и овде представља период коначног уласка жупе и града Врања у састав српске средњовековне државе. Велики жупан Стефан Немањић, потоњи краљ Стефан Првовенчани је као севастократор ове крајеве (жупе Врању и Дубочицу) задобио од Византије, од када су они стално у саставу Србије. Коласта аздија преузета је са државног грба Републике Србије, где се налази на обрубу црвеног краљевског плашта. Штит је окружен полувенцем који се састоји од чокота винове лозе као главне културе врањског краја, и златних осушених листова дувана, имајући у виду то да се привреда града, још од краја 19. века, заснивала на гајењу и обради дувана. Испод штита налази се свитак на коме је ћириличним писмом и византијским обликом слова исписано Титулара, „ВРАЊЕ“, с обзиром на то да се град Врање први пут спомиње у византијским списима. Позадина свитка је у бојама ленте „Златне медаље за храброст 1877-1878“ која се додељивала у време Српско-турских ратова, за ослобођење и независност, у коме је Врање ослобођено од Османлијске власти и поново дошло у састав Србије.

### Велики грб
Централни симбол Великог грба је свакако горепоменути штит, са бедемском круном на врху. Велики грб сем овог елемента садржи и постамент, као и чуваре штита са припадајућим стеговима (заставама). Брежуљкасти постамент Великог грба, у свом централном делу има симболичку представу брда Пржар до половине обраслог четинарима, као једног од обележја Врања. Врх Пржара је огољен и природне је окер боје. Чувари штита стоје у подножјима два шумом обрасла брежуљка који су симболичка представа планина Пљачковице и Крстиловице које доминирају над градом. На централном делу постамента, као параферналија појављује се златна труба као симбол музике по којој је Врање познато још од давних времена, а и као алузија на врањске трубаче.
Леви (хералдички десни) чувар штита на Великом грбу је краљ Стефан Првовенчани за време чије владавине је Врање 1207. године ушло у састав српске средњовековне државе. Лик краља Стефана Првовенчаног изведен је са фреске из манастира Милешева где је он представљен са севастократорском одеждом и дијадемом. Слична представа краља урађена је у мозаику у Опленачкој цркви, маузолеју Карађорђевића. На краљевој одежди се поред поменутих "коластих аздија" налазе, као орнаменти, фризови, коју су преузети са фасаде зграде Начелства округа врањског (горњи са ограде степеништа, а доњи са великих розета које се налазе са леве и десне стране часовника).
Десни (хералдички леви) чувар штита је српски војник из ослободилачких ратова 1876-1878. године, који је по лику и ставу идентичан ратнику са споменика Ослободиоцима Врања, популарном чика Мити, који је препознатљива знаменитост града. Војник са споменика Ослободиоцима Врања је уједно симбол и свих српских војника који су учествовали у ратовима за слободу Врања од краја 19. века до данас, с обзиром на то да је, двапут рушен али увек поново подизан, овај споменик делио судбину српског народа, војске и грађана Врања.
Чувари штита на великом грбу придржавају стегове - хералдичке заставе и то стег Србије као непосредно надређене територијалне инстанце лево (хералдички десно) и стег Врања као титулара десно (хералдички лево), у складу правилима српске савремене месне хералдике. Представа Стефана Првовенчаног као владара који придржава стег Србије и српског војника, као представника народа, који придржава стег града подсећа на јединство српске државе и народа. У подножју постамента налази се таласаста плаво-бела трака која симболички представља пет најзначајнијих река на територији града Врања и то: Јужни Мораву, Врањску и Собинску реку, Ветерницу и Бањштицу. Цела композиција Великог грба стоји на свитку, на коме је исписано име града у средишњем делу, на левој страни свитка исписана је 1207. година као година уласка Врања у састав српске средњовековне државе, а на десној страни 1878. година као година уласка Врања у састав модерне српске државе.
Наведене године се налазе испод чувара штита који симболизују поменуте догађаје. Полеђина свитка Великог грба је такође у бојама „Златне медаље за храброст 1877-1878“. Испод свитка је година 1093. година првог помињања града Врања, у делу „Алексијада“ Ане Комнине, византијске принцезе и историчара. Она је као монахиња написала своје чувено дело, у 15 књига, величајући живот свога оца цара Алексија I Комнина. Град Врање помиње се у IX књизи „Алексијаде“, у делу у коме се говори о продору рашког жупана Вукана на Византију.

### Застава
Стег Врања је квадратног облика и у основи жута (златна), као традиционална и препознатљива боја Врања. На њој је црвени Таковски крст, који се налазио на застави Милоша Обреновића под којом је подигнут Други српски устанак, као алузија на династију Обреновића за чије владавине је Врање ослобођено од Османске власти. У том контексту крст је симбол борбе за слободу, а и подсећање на „Први пешадијски пук књаза Милоша Великог“. Крст је и симбол хришћанске цивилизације и у том смислу симбол страдања и васкрсења. Почасно место на застави, горњи леви кантон уз јарбол, је плаве боје, чиме се понавља основна боја из грба Врања и симболика коју та боја повлачи. У том пољу се налази златно оцило окренуто према јарболу. Такво оцило алузија је на ћирилично слово В као почетно слово имена града, а самим тим и грчко слово β (вита, бета) којим је први пут записано и поменуто име града. Оцило је препознатљиви елемент српске хералдике, а његова форма такође је преузета из садржаја државног грба Србије.

## Стари грбови и заставе
На средини је био симболизован Бели мост један од симбола Врања. Испод моста је биљка која уместо цвета има зупчаник, као симбол индустрије коју је некад град имао, а њени листови представљају лишће дувана. Цвет је жуте боје која је традиционална боја Врања, настала на основу анегдоте о жутом цвећу. На самом дну налази се редни број 1093. као симбол године у којој се Врање први пут помиње.
Врање је овај грб добило 1976. године. Првобитна верзија је садржала петокраку изнад Белог моста и штит је имао другачији облик. 
После распада Југославије, петокрака је уклоњена и штит је добио нови облик, а уведена је и застава, која се састојала од грба на жутом пољу.

## Галерија
Стари грбови
- Први грб Врања усвојен 1976, коришћен до 1992. године.
- Грб у периоду од 1992. до 2013. године. Аутор је Зоран Стошић Врањски.
- Застава Врања у периоду од 1992. до 2013. године.